# Sarah Arrous
Sarah Arrous, née le 11 juin 1982, est une athlète algérienne. 

## Biographie
Houria Moussa est médaillée d'argent du 100 mètres et médaillée de bronze du 200 mètres aux Championnats panarabes juniors de 1998 puis médaillée de bronze du relais 4 × 400 mètres aux Championnats d'Afrique d'athlétisme 2002 à Radès.
Elle est aussi médaillée d'or du 400 mètres aux championnats d'Afrique du Nord de 2004.
Elle est sacrée championne d'Algérie du 200 mètres en 2001, du 400 mètres en 2001, 2002 et 2004 et championne d'Algérie du 200 mètres en 2000, 2002, 2004 et 2006 et du 400 mètres haies en 2002.